# Isla de Waigeo
La isla de Waigeo, también  Amberi o Waigiu, (en indonesio: Pulau Waigeo) es una de las cuatro islas mayores del archipiélago Raja Ampat en la provincia de Papúa Occidental, Indonesia. Tiene una superficie de 3.155 km², que la convierten en la 22º del país y la 160º del mundo.
La isla está situada a unos 65 kilómetros al noroeste de la península de Doberai, el extremo occidental de Nueva Guinea, de la que la separa el estrecho de Dampier.  Waigeo mide 110 kilómetros de longitud, de este a oeste, y unos 50 kilómetros de ancho, de norte a sur.
En esta isla se encuentra la ciudad de Waisai, capital del archipiélago.
Otras islas del archipiélago son Salawati, Batanta y Misool.

## Fauna
- Cicinnurus respublica

- Datos: Q1323418
- Multimedia: Waigeo / Q1323418